# República Autónoma Socialista Soviética de los Alemanes del Volga
La República Autónoma Socialista Soviética de los Alemanes del Volga (en alemán: Autonome Sozialistische Sowjetrepublik der Wolgadeutschen; en ruso: Автономная Советская Социалистическая Республика Немцев Поволжья) fue una república autónoma establecida en la Unión Soviética con capital en el puerto fluvial de Engels. En su territorio se concentraban poblaciones de alemanes del Volga que se habían instalado en Rusia desde hacía varios siglos antes. Fue disuelta por Stalin en 1941, tras la invasión alemana de la Unión Soviética.

## Historia
La República fue creada tras la Revolución de Octubre de 1917, por un decreto del gobierno soviético con fecha del 29 de octubre de 1918 que establecía una Comuna de Trabajadores de los Alemanes del Volga, concediéndoles un estatus especial al igual que el resto de las poblaciones no rusas en la Rusia Soviética. Tras la creación de la Unión Soviética, fue elevada al grado de República Autónoma Socialista Soviética (RASS) el 20 de febrero de 1924.
La República Autónoma de los Alemanes del Volga ocupaba el área donde se concentraba la mayor parte de la minoría de alemanes del Volga en Rusia, de los cuales apenas quedaban 1,8 millones hacia 1897. Se encontraba dividida en 14 cantones: Fjodorowka, Krasni Kut, Tonkoschurowka, Krasnojar, Pokrowsk, Kukkus, Staraja Poltawka, Pallasowka, Kámenka, Solotoje, Marxstadt, Frank, Seelmann y Balzer. De acuerdo a las políticas de korenización que se implementaron en la Unión Soviética durante la década de 1920, el uso del idioma alemán fue promocionado en documentos oficiales, y los alemanes ocuparon destacados puestos en la administración regional. Según el censo de 1939, había unos 366 685 alemanes dentro del territorio de la República autónoma.
La invasión alemana de la Unión Soviética marcó el final de la entidad autónoma de los alemanes del Volga, declarándose a todos los alemanes de la zona como enemigos del Estado soviético. El 28 de agosto de 1941, Stalin hizo formal un decreto por el que se abolía la RASS de los Alemanes del Volga y se ordenaba la deportación de los alemanes del Volga a Kazajistán y a Siberia, muchos de los cuales fueron recluidos en el sistema penal de trabajos forzados Gulag. La república se extinguió oficialmente el 7 de septiembre de 1941.
Doce años después de la muerte de Stalin, en 1965, el decreto de expulsión fue declarado nulo pero la república no fue restablecida, y se obligó a los alemanes del Volga a firmar determinados documentos en donde renunciaban a todos sus derechos, poniendo fin a la persecución y otorgándoles amnistía. La región que ocupaba la extinta república es hoy parte del óblast de Sarátov, y muchos de sus descendientes continúan viviendo en Siberia y Kazajistán.
Tras la disolución de la URSS en 1991, muchos alemanes del Volga regresaron a Alemania, gracias a una ley de la República Federal de Alemania que garantiza la ciudadanía a toda persona que pueda probar ser refugiado político de origen alemán. Dado el gran flujo migratorio hacia fines de la década de 1990, dicha norma se hizo más restrictiva, ya que la mayor parte de los alemanes del Volga que emigraban ya no hablaban alemán.

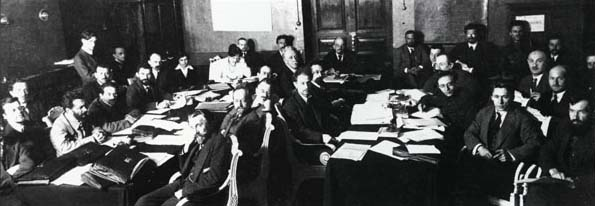
Reunión del gobierno de Lenin debatiendo el decreto Sobre las colonias alemanas en el Volga, 17 de octubre de 1918.

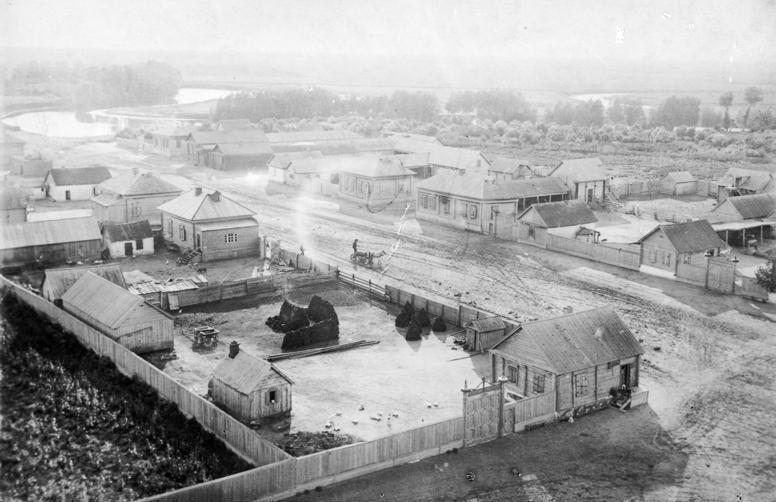
Pueblo de Streckerau, en el Volga, en 1920.

## Población

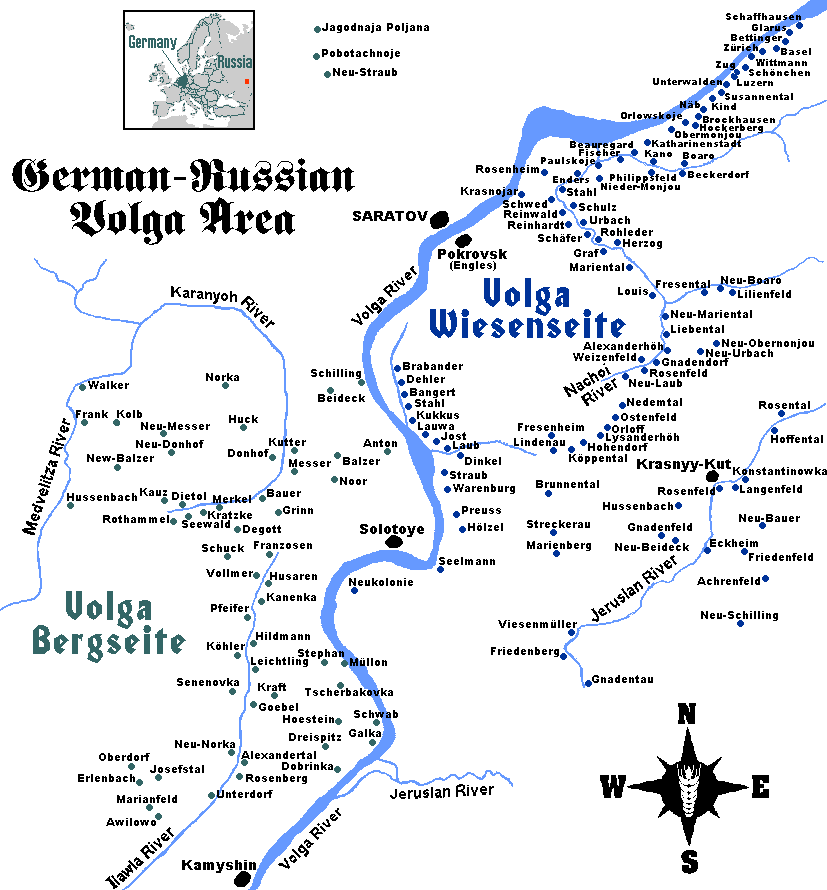
Ciudades y asentamientos de los alemanes del Volga.

Grupos étnicos de la República Alemana del Volga:
|                   | censo de 1926   | censo de 1939   |
| ----------------- | --------------- | --------------- |
| Alemanes          | 379.630 (66,4%) | 366.685 (60,5%) |
| Rusos             | 116.561 (20,4%) | 156.027 (25,7%) |
| Ucranianos        | 68.561 (12,0%)  | 58.248 (9,6%)   |
| Kazajos           | 1.353 (0,2%)    | 8.988 (1,5%)    |
| Tártaros          | 2.225 (0,4%)    | 4.074 (0,7%)    |
| Fineses del Volga | 1.429 (0,3%)    | 3.048 (0,5%)    |
| Bielorrusos       | 159 (0,0%)      | 1.636 (0,3%)    |
| Chinos            | 5 (0,0%)        | 1.284 (0,2%)    |
| Judíos            | 152 (0,0%)      | 1.216 (0,2%)    |
| Polacos           | 216 (0,0%)      | 756 (0,1%)      |
| Estonios          | 753 (0,1%)      | 521 (0,1%)      |
| Otros             | 710 (0,1%)      | 3.869 (0,6%)    |
| Total             | 571.754         | 606.352         |